# Jon Montgomery
Jonathan Riley (Jon) Montgomery (Russell (Manitoba), 6 mei 1979) is een Canadese skeletonracer. Hij vertegenwoordigde zijn vaderland op de Olympische Winterspelen 2010 in Vancouver.

## Carrière
Bij zijn wereldbekerdebuut, op 30 november 2006 in Calgary, stond Montgomery direct op het podium, hij werd derde. Op 17 januari 2008 boekte de Canadees in Cesana Pariol zijn eerste wereldbekerzege, op 27 november 2010 zijn vierde en laatste (tot nu toe). In de zeven seizoenen dat hij aan deze competitie deelnaam behaalde hij met zijn tweede plaats in 2008 zijn hoogste klassering in het eindklassement.
Montgomery nam in zijn carrière vijf keer deel aan de wereldkampioenschappen skeleton. Zijn beste resultaat was de zilveren medaille op de wereldkampioenschappen skeleton 2008 in Altenberg.
Tijdens de Olympische Winterspelen van 2010 in Vancouver veroverde Montgomery olympisch goud.

## Resultaten
| Jaar | Plaats    | Rang |
| ---- | --------- | ---- |
| 2010 | Vancouver | Goud |

| Jaar | Plaats       | Rang         |
| ---- | ------------ | ------------ |
| 2007 | Sankt Moritz | 17e          |
| 2008 | Altenberg    | + Team       |
| 2009 | Lake Placid  | 4e           |
| 2011 | Königssee    | 11e + Team   |
| 2013 | Sankt Moritz | 7e + 6e Team |

### Wereldbeker
| Seizoen   | Rang   |
| --------- | ------ |
| 2006/2007 | 6e     |
| 2007/2008 | Zilver |
| 2008/2009 | 8e     |
| 2009/2010 | 5e     |
| 2010/2011 | 9e     |
| 2012/2013 | 10e    |
| 2013/2014 | 28e    |

| Datum            | Plaats        |
| ---------------- | ------------- |
| 17 januari 2008  | Cesana Pariol |
| 5 februari 2009  | Whistler      |
| 4 december 2009  | Cesana Pariol |
| 26 november 2010 | Whistler      |